# Giancarlo Ferrando
Giancarlo Ferrando (Roma, 4 novembre 1939 – Roma, 13 agosto 2020) è stato un direttore della fotografia italiano.

## Biografia
All'inizio degli anni sessanta comincia a lavorare come operatore alla macchina, partecipando, fra le altre, alla produzione de Il giardino dei Finzi Contini di Vittorio De Sica (1970).
Nel 1971 esordisce come direttore della fotografia nel western italo-spagnolo I corvi ti scaveranno la fossa di Juan Bosch. A parte qualche incursione nel thriller (Tutti i colori del buio), durante il decennio si concentra sulla commedia sexy all'italiana, legandosi soprattutto a Sergio Martino (con cui realizza una trentina di pellicole), Michele Massimo Tarantini e Nando Cicero, e firmando la fotografia di numerosi titoli storici del "filone delle professioni" (L'insegnante, La liceale, La dottoressa del distretto militare, La poliziotta della squadra del buon costume). Collabora anche con Luciano Martino, Mariano Laurenti, Castellano e Pipolo, Pasquale Festa Campanile e Pier Francesco Pingitore.
Negli anni ottanta realizza inoltre la fotografia di lungometraggi fantasy e horror per la regia di Lamberto Bava, Umberto Lenzi, Claudio Fragasso e Lucio Fulci.
Fra gli anni novanta e la prima metà degli anni duemila lavora prevalentemente a produzioni televisive, sia serie che film TV, diradando in seguito l'attività. 
Nel 1994 realizza il suo unico film da regista, La ragazza di Cortina, con lo pseudonimo di Maurizio Vanni.
Muore a Roma il 13 agosto 2020 a causa di un tumore.

## Filmografia

### Cinema
- I corvi ti scaveranno la fossa (Los buitres cavarán tu fosa), regia di Juan Bosch (1971)
- Tutti i colori del buio, regia di Sergio Martino (1972)
- Dio in cielo... Arizona in terra (Una bala marcada), regia di Juan Bosch (1972)
- Il tuo vizio è una stanza chiusa e solo io ne ho la chiave, regia di Sergio Martino (1972)
- I corpi presentano tracce di violenza carnale, regia di Sergio Martino (1973)
- Milano trema: la polizia vuole giustizia, regia di Sergio Martino (1973)
- Cugini carnali, regia di Sergio Martino (1974)
- Il mio nome è Scopone e faccio sempre cappotto, regia di Juan Bosch (1974)
- La bellissima estate, regia di Sergio Martino (1974)
- La città gioca d'azzardo, regia di Sergio Martino (1975)
- La polizia accusa: il Servizio Segreto uccide, regia di Sergio Martino (1975)
- L'insegnante, regia di Nando Cicero (1975)
- Morte sospetta di una minorenne, regia di Sergio Martino (1975)
- La liceale, regia di Michele Massimo Tarantini (1975)
- 40 gradi all'ombra del lenzuolo, regia di Sergio Martino (1976)
- La poliziotta fa carriera, regia di Michele Massimo Tarantini (1976)
- Inhibition, regia di Paolo Poeti (1976)
- Poliziotti violenti, regia di Michele Massimo Tarantini (1976)
- Spogliamoci così senza pudor..., regia di Sergio Martino (1976)
- La dottoressa del distretto militare, regia di Nando Cicero (1976)
- La vergine, il toro e il capricorno, regia di Luciano Martino (1977)
- Taxi Girl, regia di Michele Massimo Tarantini (1977)
- Per amore di Poppea, regia di Mariano Laurenti (1977)
- La soldatessa alla visita militare, regia di Nando Cicero (1977)
- Stringimi forte papà, regia di Michele Massimo Tarantini (1978)
- La montagna del dio cannibale, regia di Sergio Martino (1978)
- Zio Adolfo in arte Führer, regia di Castellano e Pipolo (1978)
- L'insegnante viene a casa, regia di Michele Massimo Tarantini (1978)
- La soldatessa alle grandi manovre, regia di Nando Cicero (1978)
- L'isola degli uomini pesce, regia di Sergio Martino (1979)
- La poliziotta della squadra del buon costume, regia di Michele Massimo Tarantini (1979)
- Il fiume del grande caimano, regia di Sergio Martino (1979)
- Il ladrone, regia di Pasquale Festa Campanile (1980)
- Qua la mano, regia di Pasquale Festa Campanile (1980)
- L'insegnante al mare con tutta la classe, regia di Michele Massimo Tarantini (1980)
- La moglie in vacanza... l'amante in città, regia di Sergio Martino (1980)
- Zucchero, miele e peperoncino, regia di Sergio Martino (1980)
- Il casinista, regia di Pier Francesco Pingitore (1980)
- Manolesta, regia di Pasquale Festa Campanile (1981)
- Cornetti alla crema, regia di Sergio Martino (1981)
- La poliziotta a New York, regia di Michele Massimo Tarantini (1981)
- Culo e camicia, regia di Pasquale Festa Campanile (1981) - (segmento "Un Uomo, un uomo e... evviva una donna")
- Ricchi, ricchissimi... praticamente in mutande, regia di Sergio Martino (1982)
- Una di troppo, regia di Pino Tosini (1982)
- Assassinio al cimitero etrusco, regia di Sergio Martino (1982)
- Sangraal, la spada di fuoco, regia di Michele Massimo Tarantini (1982)
- La guerra del ferro - Ironmaster, regia di Umberto Lenzi (1983)
- 2019 - Dopo la caduta di New York, regia di Sergio Martino (1983)
- Occhio, malocchio, prezzemolo e finocchio, regia di Sergio Martino (1983)
- Se tutto va bene siamo rovinati, regia di Sergio Martino (1983)
- I predatori dell'anno Omega (Warrior of the Lost World), regia di David Worth (1984)
- Shark - Rosso nell'oceano, regia di Lamberto Bava (1984)
- Uno scugnizzo a New York, regia di Mariano Laurenti (1984)
- Squadra selvaggia, regia di Umberto Lenzi (1985)
- Vendetta dal futuro, regia di Sergio Martino (1986)
- Asilo di polizia, regia di Filippo Ottoni (1986)
- Giuro che ti amo, regia di Nino D'Angelo (1986)
- The Messenger, regia di Fred Williamson (1986)
- La sporca insegna del coraggio, regia di Tonino Valerii (1987)
- Fuoco incrociato, regia di Alfonso Brescia (1988)
- Qualcuno pagherà, regia di Sergio Martino (1988)
- Casablanca Express, regia di Sergio Martino (1989)
- Sindrome veneziana, regia di Carlo U. Quinterio (1989)
- American Risciò, regia di Sergio Martino (1989)
- Troll 2, regia di Claudio Fragasso (1990)
- La stanza delle parole, regia di Franco Molè (1990)
- Obiettivo poliziotto (Cop Target), regia di Umberto Lenzi (1990)
- Ottobre rosa all'Arbat, regia di Adolfo Lippi (1990)
- Le porte del silenzio, regia di Lucio Fulci (1991)
- Favola crudele, regia di Roberto Leoni (1991)
- Un orso chiamato Arturo, regia di Sergio Martino (1992)
- Spiando Marina, regia di Sergio Martino (1992)
- Prova di memoria, regia di Marcello Aliprandi (1992)
- Graffiante desiderio, regia di Sergio Martino (1993)
- La ragazza di Cortina, regia di Giancarlo Ferrando (1994)
- Palermo Milano - Solo andata, regia di Claudio Fragasso (1995)
- Chiavi in mano, regia di Mariano Laurenti (1996)
- Terra bruciata, regia di Fabio Segatori (1999)
- L'escluso (Uninvited), regia di Carlo Gabriel Nero (1999)
- Il latitante, regia di Ninì Grassia (2003)
- Segretario particolare, regia di Nicola Molino (2007)
- L'allenatore nel pallone 2, regia di Sergio Martino (2008)
- Ultimi della classe, regia di Luca Biglione (2008)
- Tutti intorno a Linda, regia di Barbara e Monica Sgambellone (2009)
- La bella società, regia di Gian Paolo Cugno (2010)
- Caribbean Basterds (Caraibi & bastardi), regia di Enzo G. Castellari (2010)
- I cantastorie, regia di Gian Paolo Cugno (2016)
- Di tutti i colori (Liubov pret-a-porte), regia di Max Nardari (2017)

### Televisione
- Il picciotto – miniserie TV, episodi 1x1-1x2-1x3 (1973)
- L'olandese scomparso – miniserie TV, episodi 1x1-1x2-1x3 (1974)
- Diagnosi – miniserie TV (1975)
- Il delitto Notarbartolo, regia di Alberto Negrin – miniserie TV, 3 episodi (1979)
- Volontari per destinazione ignota, regia di Alberto Negrin – film TV (1979)
- Doppio misto, regia di Sergio Martino – film TV (1985)
- Caccia al ladro d'autore – serie TV, episodi 1x03-1x04-1x06 (1985-1986)
- Rally, regia di Sergio Martino – miniserie TV, 4 episodi (1989)
- La casa del sortilegio, regia di Umberto Lenzi – film TV (1989)
- La casa delle anime erranti, regia di Umberto Lenzi – film TV (1989)
- Quel treno per Budapest, regia di Paolo Poeti – film TV (1990)
- Delitti privati, regia di Sergio Martino – miniserie TV, 4 episodi (1993)
- La figlia del maharajah (The Maharaja's Daughter), regia di Burt Brinckerhoff – miniserie TV, 3 episodi (1994)
- Il grande fuoco, regia di Fabrizio Costa – miniserie TV, 4 episodi (1995)
- Padre papà, regia di Sergio Martino – miniserie TV (1996)
- Il ritorno di Sandokan, regia di Enzo G. Castellari – miniserie TV, 4 episodi (1996)
- Mamma per caso, regia di Sergio Martino – miniserie TV, 4 episodi (1997)
- Deserto di fuoco, regia di Enzo G. Castellari – miniserie TV, 3 episodi (1997)
- Il cuore e la spada, regia di Fabrizio Costa – miniserie TV, 2 episodi (1998)
- A due passi dal cielo, regia di Sergio Martino – film TV (1999)
- Michele Strogoff - Il corriere dello zar, regia di Fabrizio Costa – miniserie TV (1999)
- Operazione Odissea, regia di Claudio Fragasso – miniserie TV, 2 episodi (2000)
- Turbo – serie TV (2000)
- Gioco a incastro, regia di Enzo G. Castellari – film TV (2000)
- Il commissario – serie TV, 8 episodi (2002)
- Amanti e segreti 2 – serie TV (2005)
- Domani è un'altra truffa, regia di Pier Francesco Pingitore – film TV (2006)
- La freccia nera, regia di Fabrizio Costa – miniserie TV, 6 episodi (2006)
- Il segreto di Arianna, regia di Gianni Lepre – miniserie TV, 2 episodi (2007)
- Il paese delle piccole piogge, regia di Sergio Martino – film TV (2012)